# Takev (provincie)
Takev is een provincie (khett) in het zuiden van Cambodja, de hoofdstad is Takev met een bevolking van 39.186. De provincie grenst in het westen aan Kampot aan Kampong Spoe in het Noordwesten en de provincie Kandal in het noorden en oosten. In het zuiden grenst Takev aan Vietnam. 
Takéo wordt genoemd als de 'wieg van de Khmer-beschaving' vanwege de koninkrijken Funan en de opvolger Chenla die zich centraal in de regio bevonden.

## Personen
- Ta Mok - vanwege zijn rol in de Rode Khmer
- Kem Sokha - president van de mensenrechtenpartij

## Bestuurlijke indeling
De provincie is verdeeld in 10 districten, 100 communes en 1117 dorpen.
| districtscode | districtnaam   | In Khmer |
| ------------- | -------------- | -------- |
| 2101          | Angkor Borei   | អង្គរបុរី   |
| 2102          | Bathi          | បាទី       |
| 2103          | Bourei Cholsar | បុរីជលសារ   |
| 2104          | Kiri Vong      | គីរីវង្ស    |
| 2105          | Kaoh Andaet    | កោះអណ្តែត    |
| 2106          | Prey Kabbas    | ព្រៃកប្បាស   |
| 2107          | Samraŏng       | សំរោង      |
| 2108          | Doun Kaev      | ដូនកែវ     |
| 2109          | Tram Kak       | ត្រាំកក់     |
| 2110          | Treang         | ទ្រាំង      |